# Cameron Mitchell (acteur)
Cameron Mitchell, geboren als Cameron McDowell Mitzell (Dallastown, 4 november 1918 - Pacific Palisades, 6 juli 1994) was een Amerikaanse acteur. Hij begon zijn carrière op Broadway voordat hij in de jaren 1950 in speelfilms speelde en in verschillende grote films verscheen. Laat in zijn carrière werd hij bekend door zijn rollen in tal van exploitatiefilms in de jaren 1970 en 1980.
Mitchell begon met acteren op Broadway in de late jaren 1930 voordat hij een contract tekende met Metro-Goldwyn-Mayer en verscheen in verschillende films als Cass Timberlane (1947) en Homecoming (1948). Vervolgens speelde hij de rol van Happy Loman in de Broadway-productie Death of a Salesman (1949) van Arthur Miller, een rol die hij hernam in de verfilming van 1951. Met 20th Century Fox verscheen hij in How to Marry a Millionaire (1953). Gedurende de jaren 1960 verscheen Mitchell in spaghettiwesterns en Italiaanse films en vervolgens in de Amerikaanse televisie. Vanaf het midden van de jaren 1970 tot de jaren 1980 verscheen Mitchell in tal van exploitatie- en horrorfilms en televisie. Zijn bekendste rol speelde hij in de westernserie The High Chaparral als Uncle Buck.

## Biografie

### Toneelwerk
Mitchell werd geboren in Dallastown, Pennsylvania van Schotse en Duitse afkomst, als een van zeven kinderen van priester Charles Michael Mitzell en Kathryn Isabella Mitzell-Ehrhart en groeide op in armoede. De jonge Cameron verhuisde in 1921 naar Chicora, Pennsylvania, toen zijn vader werd aangenomen als predikant van de St. John's Reformed Church, Butler, Pennsylvania, en groeide op in Shrewsbury (Pennsylvania). Hij was in 1936 afgestudeerd aan de Greenwood High School in Millerstown, Pennsylvania.
In 1939 maakte Mitchell zijn Broadway-debuut in een ondergeschikte rol in Jeremiah. Gedurende deze tijd werd Mitchell een NBC-piccolo bij NBC Radio City, wat leidde tot een ondergeschikte rol in een productie uit 1940 van The Taming of the Shrew, met Alfred Lunt en Lynn Fontanne's National Theatre Company.
Mitchell verscheen opnieuw op Broadway in The Trojan Women in 1941. In 1944 diende hij als bommenrichter bij de United States Army Air Forces op een North American B-25 Mitchell tijdens de Tweede Wereldoorlog.

### Overgang naar de film
Zijn filmcarrière begon met een driejarig contract bij Metro-Goldwyn-Mayer in 1945, aanvankelijk met kleine rollen in films, waaronder They Were Expendable (1945) met John Wayne en Robert Montgomery in de hoofdrol, maar Mitchell klom al snel op tot de status van hoofdrolspeler. Hij speelde samen met Lana Turner en Spencer Tracy in Cass Timberlane en met Wallace Beery in The Mighty McGurk (beide 1947) en sloot zijn MGM-periode af met twee films met Clark Gable: Homecoming (ook met Turner) en Command Decision (beide 1948).
Mitchell speelde de rol van Happy Loman in Arthur Millers Death of a Salesman (1949) op Broadway naast Lee J. Cobb onder regie van Elia Kazan. Daarna verscheen hij opnieuw in de Broadway-productie van Southern Exposure (1950). Mitchell speelde wederom de rol van Happy Loman in de verfilming van 1951, uitgebracht door Columbia Pictures. Mitchell kreeg een contract met 20th Century-Fox, waar hij een vruchtbare carrière had in films als een versie van Les Miserables (1952) als Marius, en in de komedie How to Marry a Millionaire (1953), waarin hij een rijke man portretteerde die een alleenstaande vrouw probeerde te versieren (gespeeld door Lauren Bacall). Marilyn Monroe en Betty Grable waren de andere vrouwelijke hoofdrolspelers.
Hij verscheen toen samen met Gary Cooper, Susan Hayward en Richard Widmark in het drama Garden of Evil (1954), gevolgd door een ondersteunende rol in het Koude Oorlog-drama Hell and High Water (1954) van Samuel Fuller. Vervolgens speelde hij samen met Marlon Brando in Désirée (1954), met Gable en Jane Russell in de western The Tall Men (1955) en de filmversie van de musical Carousel (1956). Mitchell werd terug uitgeleend aan MGM om samen met Doris Day en James Cagney te spelen in de komische musical Love Me or Leave Me (1955).
Mitchell speelde samen met Joanne Woodward en Sheree North in het drama No Down Payment (1957).

### Televisie en exploitatiefilms
Mitchell speelde in de onverkochte televisiepilot I Am a Lawyer uit 1959, maar hij behaalde succes op televisie tijdens het laatste deel van zijn carrière, waar hij het best herinnerd wordt voor zijn rol als Buck Cannon in de NBC westernserie The High Chaparral van de jaren 1960/1970. Hij had de hoofdrol als John Lackland in de gesyndiceerde avonturenserie The Beachcomber uit 1961.
Gedurende de jaren 1960 speelde Mitchell in tal van Italiaanse zwaard-, sandaal-, horror-, fantasie- en thrillerfilms, waarvan er verschillende werden geregisseerd door Mario Bava. Onder zijn samenwerkingen met Bava waren de actiefilm Erik the Conqueror (1961), waarin hij een Viking speelt, Blood and Black Lace (1964), waarin hij de eigenaar portretteert van een modehuis dat wordt geteisterd door een reeks brute moorden en als een mes-werpende Vikingkrijger in Knives of the Avenger (1966). Hij verscheen ook in westerns, zoals Minnesota Clay (1964) en Ride in the Whirlwind (1966).
In latere jaren verscheen Mitchell in gemene rollen als een sheriff die vogelvrij werd verklaard in Hombre (1967), een bandiet in Buck and the Preacher (1972) en een Ku Klux Klan-racist in The Klansman (1974). Vanaf 1970 filmde hij met tussenpozen The Other Side of the Wind met regisseur Orson Welles, een project dat pas in 2018 werd uitgebracht. In 1975-1976 portretteerde hij Jeremiah Worth in de tv-serie Swiss Family Robinson en had een ondersteunende rol tegenover Leo Fong in de Filippijnse film Enforcer from Death Row (1976).
Mitchell was vervolgens te zien in een aflevering van Bonanza en SWAT van ABC en speelde een gastrol in de aflevering Landslide van Movin' On in 1975. Hij verscheen in Gene Evans' kortstondige Spencer's Pilots op CBS in 1976. Mitchell had ook rollen in horrorfilms en in veel exploitatiefilms, zoals The Toolbox Murders (1978), de horrorfilm The Swarm (1978) en de slasherfilms The Demon (1979) en Silent Scream (1980). Hij verscheen opnieuw op Broadway in de productie van 1978 van The November People en in hetzelfde jaar speelde hij als Henry Gordon in de televisieminiserie-bewerking van Black Beauty.

### Later werk
Aan het einde van zijn carrière speelde Mitchell een gangster om te lachen in My Favorite Year (1982) en een politiedetective in de film Dixie Ray, Hollywood Star uit 1983. Hij had een ondersteunende rol in de anthologie-horrorfilms Night Train to Terror (1985) en From a Whisper to a Scream (1987), evenals rollen als de rechtse generaal Edwin A. Walker in Prince Jack (1985) en als Kapitein Alex Jansen in Space Mutiny, een Zuid-Afrikaanse sciencefictionfilm uit 1988 die verscheen als een experiment in aflevering 820 van Mystery Science Theater 3000. In 1984 had hij de rol van Duke Kovak in Partners in Crime.
Aan het eind van zijn carrière, goed voor ongeveer 240 film- en tv-producties, was hij vaak te zien in horror- en actiefilms.

## Privéleven en overlijden
Op 17 augustus 1940 trouwde Mitchell met Johanna Mendel, dochter van de selfmade Canadese zakenmagnaat Fred Mendel, in Lancaster, New Hampshire. De familie Mendel was gevestigd in Saskatoon, Saskatchewan, waar Fred Mendel Intercontinental Packers oprichtte, een groot familiebedrijf in vleesverpakkingen. De vier kinderen van de Mitchells hadden een dubbel Amerikaans/Canadees staatsburgerschap. Johanna Mitchell beviel van hun eerste zoon Robert Cameron Mitchell in New York op 4 juli 1941, die overleed in 1981. Hoewel Mitchell en Johanna later scheidden, onderhield hij nauwe banden met Canada. Hun dochter Camille Mitchell (geboren in 1954) en een andere zoon Charles (later bekend als Cameron Mitchell jr., geboren in 1951) zijn beide acteurs. De tweede zoon van Cameron en Johanna, Michael Fredrick 'Fred' Mitchell (1946-1998), was jarenlang president van Intercontinental Packers en werkte samen met zijn moeder Johanna, die voorzitter was van de raad van bestuur. Het bedrijf staat nu bekend als Mitchell's Gourmet Foods en opereert nog steeds vanuit Saskatoon, nu eigendom van Maple Leaf Foods.
Mitchell trouwde in juni 1957 met Lissa Jacobs Gertz. Zijn eerste vrouw Johanna diende een rechtszaak aan wegens vermeende wreedheid en vroeg meer dan $ 2.000 per maand aan financiële steun. Mitchell en Gertz hadden drie kinderen: Kate, Jake en Jono.
Cameron Mitchel overleed in juli 1994 op 75-jarige leeftijd aan longkanker. Hij werd bijgezet op het Desert Memorial Park in Cathedral City.

## Filmografie

### Bioscoopfilms
- 1945: They Were Expendable
- 1946: The Postman Always Rings Twice
- 1947: Cass Timberlane
- 1948: Homecoming
- 1951: Death of a Salesman
- 1951: Flight to Mars
- 1951: Man in the Saddle
- 1952: Les Miserables
- 1952: Pony Soldier
- 1952: The Sellout
- 1952: The Outcasts of Poker Flat
- 1953: Hell and High Water
- 1953: Man on a Tightrope
- 1953: Powder River
- 1953: How to Marry a Millionaire
- 1954: Desirée
- 1954: Garden of Evil
- 1954: Gorilla at Large
- 1955: Strange Lady in Town
- 1955: The Tall Men
- 1955: House of Bamboo
- 1955: Love Me or Leave Me
- 1955: The View from Pompey's Head
- 1956: Tension at Table Rock
- 1956: Carousel
- 1957: All Mine to Give
- 1957: No Down Payment
- 1957: Monkey on My Back
- 1957: Escapade in Japan
- 1959: Pier 5, Havana
- 1959: Raubfischer in Hellas
- 1959: Inside the Mafia
- 1960: The Unstoppable Man
- 1960: Three Came to Kill
- 1961: Gli invasori
- 1961: L'ultimo dei Vikinghi
- 1962: Il duca nera
- 1962: Giulio Cesare il conquistadore delle Gallie
- 1962: I normanni
- 1964: Einer frißt den anderen
- 1964: Jim il primo
- 1964: Minnesota Clay
- 1964: Sei donne per l'assassino
- 1966: I coltelli del vendicatore
- 1966: Ride in the Whirlwind
- 1966: Hermann der Cherusker
- 1967: Hombre
- 1967: Das Geheimnis der Todesinsel
- 1969: Nightmare in Wax
- 1970: Rebel Rousers
- 1972: Buck and the Preacher
- 1972: Slaughter
- 1974: The Midnight Man
- 1974: The Big Game
- 1974: The Klansman
- 1975: Kynighi tis Medhoussas
- 1976: Flood!
- 1976: Slavers – Die Sklavenjäger
- 1976: Viva Knievel!
- 1978: The Toolbox Murders
- 1979: The Demon
- 1979: The Silent Scream
- 1979: Supersonic man
- 1980: Without Warning
- 1981: The Guns and the Fury
- 1982: Blood Link
- 1982: My Favorite Year
- 1982: Raw Force
- 1982: Nightforce
- 1982: Kill Squad
- 1984: Killpoint
- 1984: Mission Kill
- 1984: Night Train to Terror
- 1984: Go for the Gold
- 1985: The Tomb
- 1985: It's Called Murder, Baby
- 1986: Low Blow
- 1986: The Messenger
- 1987: Code Name Vengeance
- 1987: The Offspring
- 1987: Deadly Prey
- 1987: Nightforce
- 1988: Action USA
- 1988: Hollywood Cop
- 1988: Rage to Kill
- 1988: Memorial Valley Massacre
- 1989: Easy Kill
- 1989: Space Mutiny
- 1989: Terror in Beverly Hills
- 1990: Demon Cop
- 1991: Terror in Beverly Hills
- 1993: Trapped Alive
- 2018: The Other Side of the Wind [gedraaid begin jaren 1970]

### Televisieprodukties
- 1948: Studio One
- 1953: The United States Steel Hour
- 1954: Climax!
- 1955: Gunsmoke
- 1956: Zane Grey Theater
- 1957: Colt. 45
- 1959: The Untouchables
- 1959: Bonanza
- 1964: The F.B.I.
- 1966: Mission: Impossible
- 1967: The High Chaparral
- 1967: Ironside
- 1972: Alias Smith and Jones een aflevering Wenn Mädchen Cowboy spielen
- 1972: The Delphi Bureau
- 1975: Movin' On 1 aflevering Landslide
- 1977: The Hostage Heart
- 1983: The Gambler: The Adventure Continues
- 1984: Hardcastle & McCormick: The Homecoming

- Bibsys: 6082902
- Biblioteca Nacional de España: XX1332479
- Bibliothèque nationale de France: cb140573279 (data)
- Gemeinsame Normdatei: 143379593
- International Standard Name Identifier: 0000 0001 1634 9627
- Library of Congress Control Number: n86143687
- Nationale Bibliotheek van Tsjechië: xx0050230
- Nationale Bibliotheek van Israël: 987007437416205171
- SNAC: w60s0zh2
- Système universitaire de documentation: 10387416X
- Virtual International Authority File: 46964353
- WorldCat: E39PBJtRDYxYXQHbCv9m8YxMT3